# Martin Matijass
Martin Matijass (19 de enero de 1996) es un deportista alemán que compite en judo. En los Juegos Europeos de Cracovia 2023 consiguió una medalla de plata en la prueba de equipo mixto.

## Palmarés internacional
| Juegos Europeos | Juegos Europeos         | Juegos Europeos  | Juegos Europeos |
| Año             | Lugar                   | Medalla          | Categoría       |
| --------------- | ----------------------- | ---------------- | --------------- |
| 2023            | Krynica-Zdrój (Polonia) | Medalla de plata | Equipo mixto    |